# Bošínská obora
Bošínská obora je přírodní rezervace v katastrálním území Bošín u Chocně v okrese Ústí nad Orlicí. Chráněné území je v péči Krajského úřadu Pardubického kraje.

## Předmět ochrany
Chráněné území je tvořeno lesními porosty lužního lesa přirozeného charakteru s monumentálními věkovitými jedinci. Dále je tvoří luční porosty bývalé obory a bažantnice s význačnými solitéry, s parkovou úpravou a s rybníkem Postolov.